# Werner Biffl
Werner Biffl (* 30. Oktober 1939 in Wien) ist ein österreichischer Wasserbauingenieur und emeritierter Hochschullehrer. Von 1981 bis 1985 und von 1989 bis 1991 war er Rektor der Universität für Bodenkultur Wien (BOKU). Von 2008 bis 2018 war er Vorsitzender des Universitätsrates der BOKU.

## Leben
Werner Biffl studierte von 1957 bis 1964 Kulturtechnik und Wasserwirtschaft an der Universität für Bodenkultur Wien, wo er 1966 auch promovierte und sich 1971 auf dem Gebiet des Siedlungswasserbaus und des Gewässerschutzes habilitierte. 1974 wurde er an der BOKU zum ordentlichen Professor berufen, bis zu seiner Emeritierung im Juli 2000 stand er dem Institut für Wasserwirtschaft vor.
1981 folgte er Manfried Welan als Rektor der Universität für Bodenkultur Wien nach, 1985 wurde er von Hubert Sterba in dieser Funktion abgelöst. Von 1989 bis 1991 fungierte er erneut als Rektor, in dieser Zeit war er auch Vorsitzender der Österreichischen Rektorenkonferenz. Gastvorlesungen hielt er unter anderem an der Technischen Universität Dresden, der Universidade Federal do Paraná und der Universidade Federal do Ceará in Fortaleza.
Von 1987 bis 1990 war er außerdem Präsident des Österreichischen Wasser- und Abfallwirtschaftsverbandes, 1986 bis 1992 war er Mitglied der Projektgruppe Universitäre Einrichtungen in Niederösterreich, Leiter des Arbeitskreises Auf- und Ausbau von universitären Studien in Niederösterreich sowie Vorsitzender der Kommission für das Interuniversitäre Department für Agrarbiotechnologie Tulln (IFA Tulln). 1995 bis 1999 war er Mitglied des Kuratoriums der Donauuniversität Krems. Von 2002 bis 2005 fungierte er als Koordinator und Leiter der Hochwasser-Plattform an der Niederösterreichischen Landesakademie.
Von 2008 bis Februar 2018 war er Vorsitzender des Universitätsrates der BOKU.

## Auszeichnungen (Auswahl)
- 1989: Ehrenring der Universität für Bodenkultur Wien
- 1992: Wissenschaftspreis des Landes Niederösterreich
- 1993: Kardinal-Innitzer-Würdigungspreis für Wissenschaft[2]
- 1996: Goldener Ehrenring der Stadt Tulln[2]
- Goldene Ehrennadel des Österreichischen Wasser- und Abfallwirtschaftsverbandes[2]
- 2001: Großes Goldenes Ehrenzeichen für Verdienste um die Republik Österreich[3]
- 2005: Goldenes Komturkreuz des Ehrenzeichens für Verdienste um das Bundesland Niederösterreich
- 2009: Österreichisches Ehrenkreuz für Wissenschaft und Kunst I. Klasse[3]
- Ritterkreuz des päpstlichen Silvesterordens[1]